# District de Kanchanpur
Le district de Kanchanpur (en népalais : कञ्चनपुर जिल्ला) est l'un des 77 districts du Népal. Il est rattaché à la province de Sudurpashchim. La population du district s'élevait à 448 503 habitants en 2011.

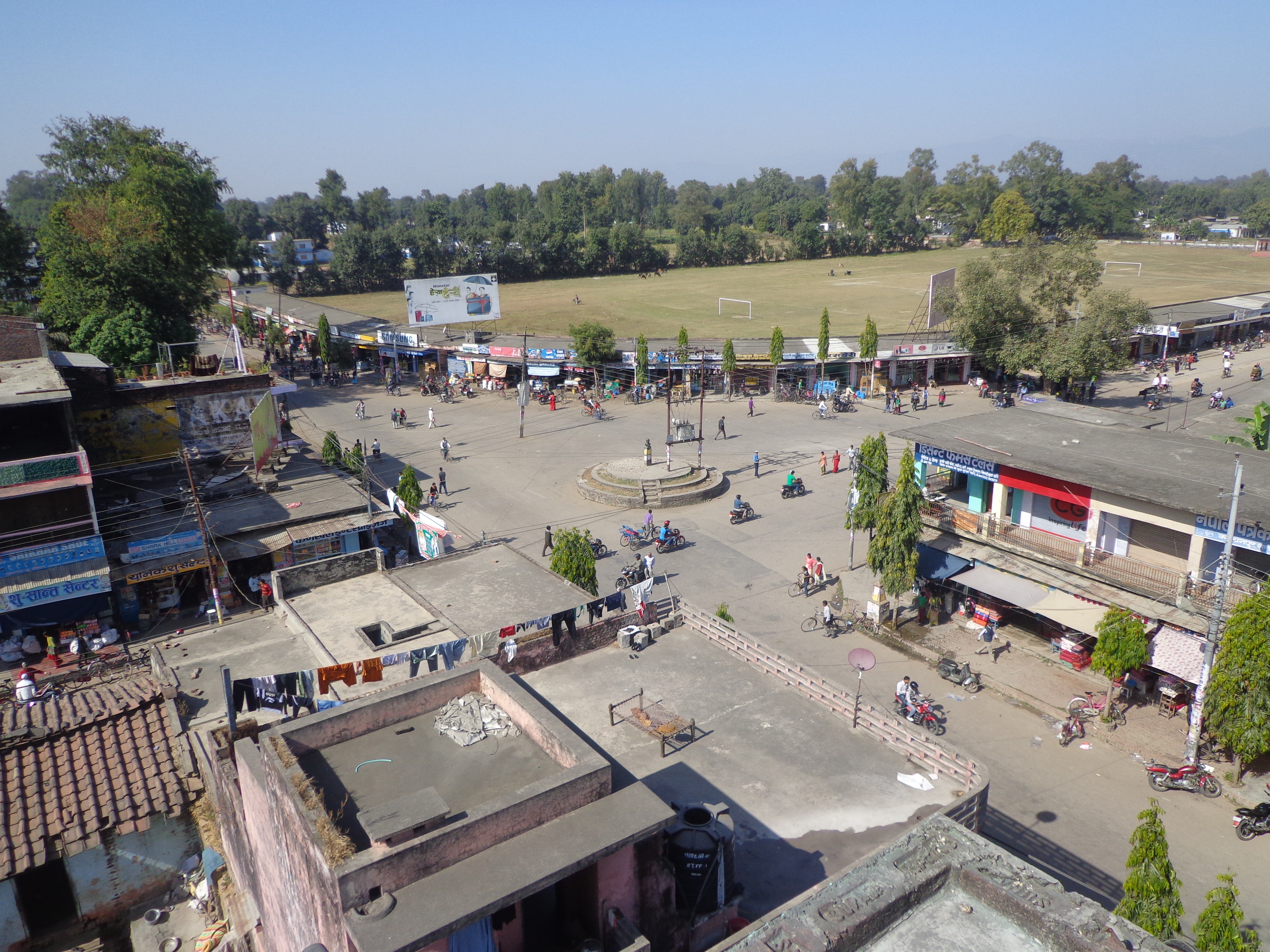
Madan Chowk dans la municipalité de Bhimdatta

## Histoire
Il faisait partie de la zone de Mahakali et de la région de développement Extrême-Ouest jusqu'à la réorganisation administrative de 2015 où ces entités ont disparu.

## Subdivisions administratives
Le district de Kanchanpur est subdivisé en 9 unités de niveau inférieur, dont 7 municipalités et 2 gaunpalikas ou municipalités rurales.
| # | Nom             | Nom en népalais | Type         | Population (2011) | Superficie (km2) |
| - | --------------- | --------------- | ------------ | ----------------- | ---------------- |
| 1 | Bhimdatta       | भीमदत्त           | municipalité | 104 599           | 171,8            |
| 2 | Punarbas        | पुर्नवास           | municipalité | 53 633            | 103,71           |
| 3 | Vedkot          | वेदकोट            | municipalité | 49 479            | 159,92           |
| 4 | Dodhara Chadani | दोधारा चादँनी         | municipalité | 39 253            | 56.84            |
| 5 | Shuklaphanta    | शुक्लाफाँटा           | municipalité | 46 834            | 162,57           |
| 6 | Belori          | बेलौरी             | municipalité | 53 544            | 123,37           |
| 7 | Krishnapur      | कृष्णपुर           | municipalité | 56 643            | 252,75           |
| 8 | Beldadi         | बेलडाडी            | gaunpalika   | 21 949            | 36,7             |
| 9 | Laljhadi        | लालझाडी            | gaunpalika   | 22 569            | 154,65           |